# Hoshimachi Suisei
Hoshimachi Suisei (星街すいせい) là một YouTuber ảo người Nhật Bản. Cô bắt đầu đăng video vào tháng 3 năm 2018 như một người sáng tạo độc lập. Vào tháng 5 năm 2019, cô liên kết với Hololive Production và gia nhập vào hãng thu âm mới của họ, INoNaKa Music, trước khi gia nhập chi nhánh chính của công ty vào cuối năm 2019. Các hoạt động trên YouTube của cô chủ yếu về live streaming khi cô hát karaoke, chơi game, trò chuyện với người hâm mộ hoặc kết hợp với các tài năng khác. Cô đặc biệt được biết đến nhờ kỹ năng chơi Tetris và khả năng ca hát.
Tính tới tháng 3 năm 2024, cô có hơn 2 triệu lượt đăng kí và hơn 731 triệu lượt xem trên YouTube. Cô là streamer thứ tư và là VTuber đầu tiên trên bilibili có được hơn 1,000 jiànzhǎng, những người xem donate hơn 198 nhân dân tệ cho một streamer cụ thể mỗi tháng. Ngoài YouTube và bilibili, cô xuất hiện trên các chương trình truyền hình và đài phát thanh của Nhật Bản như một nhân cách ảo. Cô đã phát hành đĩa đơn kỹ thuật số "Next Color Planet" vào tháng 3 năm 2020, đĩa đơn đã đứng ở vị trí thứ 5 trên bảng xếp hạng đĩa đơn kỹ thuật số hàng ngày của Oricon và "Ghost" vào tháng 4 năm 2021 đã đúng ở vị trí số 1. Ngoài ra album đầu tiên của cô, "Still Still Stellar", đã phát hành vào ngày 29 tháng 9 năm 2021 và đứng ở vị trí thứ 5 trên bảng xếp hạng album hàng ngày của Oricon, thành tích album VTuber solo cao nhất từ trước đến nay.

## Sự nghiệp
Hoshimachi Suisei tạo kênh YouTube của mình vào ngày 18 tháng 3 năm 2018 và tiết lộ thiết kế và mô hình nhân vật ban đầu của cô do chính cô minh họa trên Twitter cùng ngày. Cô đăng video đầu tiên của mình trên YouTube vào ngày 22 tháng 3 năm 2018, ra mắt với tư cách là YouTuber ảo độc lập và tự xưng là thần tượng. Cô có bản cover bài hát đầu tiên của mình vào ngày 30 tháng 4. Vào ngày 2 tháng 7 năm 2018, cô gia nhập chi nhánh VTuber S:gnal nhưng đã rời đi một tháng sau vào ngày 4 tháng 8. Cô phát hành bài hát gốc đầu tiên của mình, "Comet", vào ngày 22 tháng 11 năm 2018, và bài hát thứ hai, "Tenkyū, Suisei wa Yoru o Mataide" (天球、彗星は夜を跨いで), vào ngày 22 tháng 3 năm 2019, cả hai đều là video âm nhạc trên YouTube.
Vào ngày 19 tháng 5 năm 2019, Suisei gia nhập Hololive Productions thông qua INoNaKa Music (イノナカミュージック), thương hiệu âm nhạc mới của họ cùng với VTuber AZKi. Vào ngày 28 tháng 11 năm 2019, cô thông báo trên Twitter rằng cô sẽ chuyển đến chi nhánh Hololive gồm các thành viên nữ. Cover Corp., công ty mẹ của Hololive, cũng chính thức thông báo cô chuyển đến vào ngày 29 tháng 11, điều này sẽ được thực hiện vào ngày 1 tháng 12. Suisei cũng nhận được thiết kế nhân vật Live2D được xây dựng bởi nhà thiết kế Live2D rariemonn và dựa trên thiết kế nhân vật cập nhật bởi Teshima Nari.
Vào tháng 10 năm 2019, Suisei bắt đầu phát trực tiếp trên bilibili. Sau khi mô hình nhân vật 3D của cô ấy được ra mắt trong buổi hòa nhạc vào 1 tháng 3 năm 2020, sự nổi tiếng của cô trên trang web đã tăng lên chóng mặt. Buổi stream đã thu hút hàng chục nghìn người coi trực tiếp trên bilibili. Vào ngày 17 tháng 3 năm 2020, số lượng jiànzhǎng (舰长, hay "hạm trưởng", có được khi người xem quyên góp hơn 198 nhân dân tệ cho một streamer cụ thể mỗi tháng) của cô ấy đã vượt hơn con số 1,000, hơn 700 trong số những người họ đã tham gia buổi hòa nhạc nói trên. Cô là streamer thứ tư và là VTuber đầu tiên đạt được cột mốc đó trên nền tảng này.
Suisei đã biểu diễn trong buổi hòa nhạc "Hololive 1st fes. Nonstop Story" tại Toyosu PIT vào ngày 24 tháng 1 năm 2020 cùng với tất cả thành viên của Hololive vào thời điểm đó. Cô đạt được 100.000 người đăng kí trên YouTube vài ngày 31 tháng 1 năm 2020. Vào ngày 1 tháng 3 năm 2020, Suisei ra mắt mô hình 3D của mình được tạo bởi Yatsurugi. Buổi stream được hơn 55.000 người theo dõi trực tiếp và hashtag #星街すいせい3D trên Twitter đã trở thành hashtag thịnh hành nhất thế giới vào thời điểm đó.
Vào ngày 22 tháng 3 năm 2020, Suisei đã phát hành đĩa đơn đầu tiên của mình dưới tên Cover Corp., "Next Color Planet", nó đã đứng thứ 5 trên bảng xếp hạng đĩa đơn kỹ thuật số hằng ngày của Oricon vào ngày ra mắt.
Vào 13 tháng 4 năm 2021, Suisei đã phát hành đĩa đơn kỹ thuật số tiếp theo, "Ghost", nó đã đứng thứ nhất trên bảng xếp hạng đĩa đơn kỹ thuật số hằng ngày của Oricon, ngoài ra nó cũng đứng thứ nhất trên các bảng xếp hạng đĩa đơn kỹ thuật số khác như iTunes Japan, Amazon Music Japan và Mora. "Ghost" cũng trở thành bài hát do VTuber sản xuất đầu tiên duy trì trong bảng xếp hạng đĩa đơn hàng ngày của Oricon trong hai ngày liên tiếp, đạt hạng 4 vào ngày 15 tháng 4, đồng thời đây cũng là bài hát đầu tiên do VTuber sản xuất lọt vào bảng xếp hạng đĩa đơn hàng tuần của Oricon, đạt ở vị trí thứ 11. Bài hát cũng lọt vào bảng xếp hạng các bài hát có thể tải xuống hàng tuần của Billboard Japan, đạt vị trí thứ 5 trong tuần từ ngày 12 đến ngày 18 tháng 4.
Vào mùa hè năm 2021, Suisei đã công bố một loạt ba bản phát hành đĩa mở rộng kỹ thuật số, bắt đầu với "Bluerose / Comet" vào ngày 25 tháng 6. EP này bao gồm một bài hát gốc mới, "Bluerose", một bản phát hành kỹ thuật số chính thức của bài hát gốc đầu tiên của Suisei, ngoài ra cũng bao gồm bản instrumental cho cả hai. Vào 8 tháng 7, cô đã phát hành "Kakero / Tenkyū, Suisei wa Yoru o Mataide" (駆けろ / 天球、彗星は夜を跨いで), một lần nữa bao gồm bản mới và bản cũ, và bản instrumental cho cả hai. Cùng thời gian này cô thông báo về album đầu tay của cô, "Still Still Stellar", sẽ phát hành vào ngày 29 tháng 9 năm 2021. Cuối cùng, vào ngày 21 tháng 8, cô phát hành "Jibun Katte Dazzling / Bye Bye Rainy" (自分勝手Dazzling / バイバイレイニー), lần này bao gồm phiên bản đầy đủ cho "Jibun Katte Dazzling" (自分勝手Dazzling), một phiên bản ngắn đã được đăng tải vào ngày 16 tháng 8 như là một phần của sự hợp tác với CHUNITHM, cũng như một bản gốc hoàn toàn mới và bản instrumental cho cả hai. Cùng thời gian này cô thông báo chính thức về tracklist cho "Still Still Stellar", bao gồm nhiều bản phát hành trước của cô và bốn bài hát mới.
Vào ngày 29 tháng 9 năm 2021, Suisei đã phát hành album đầu tay của mình, đồng thời cô đã phát trực tuyến "đếm ngược" khi người xem chờ nó được phát trực tiếp tại Nhật Bản. Album của cô đứng ở vị trí thứ 5 trên Bảng xếp hạng album hằng ngày của Oricon (Oricon Daily Album Ranking), nó đã trở thành album VTuber solo thành công nhất từ trước đến nay. Ngoài ra, cô đứng đầu bảng xếp hạng trên iTunes tại Nhật Bản và các quốc gia khác bao gồm Hồng Kông, Malaysia, Singapore và Đài Loan.
Vào ngày 21 tháng 10 năm 2021, Suisei đã biểu diễn trong buổi hòa nhạc trả phí đầu tiên của mình, "STELLAR into the GALAXY", tại Tokyo's Toyosu PIT và được phát trực tuyến trên SPWN, ngoài ra còn có sự góp mặt của VTuber Inui Toko của NIJISANJI và AZKi của Hololive với tư cách khách mời.
Vào ngày 31 tháng 3 năm 2022, dự án Midnight Grand Orchestra, đây là sự hợp tác giữa Suisei và nhà soạn nhạc TAKU INOUE, người mà Suisei từng hơp tác trước đây, được thông báo cả hai sẽ bắt đầu dưới thương hiệu VIA/TOY'S FACTORY. Đĩa đơn đầu tiên, "SOS", được phát hành sau đó không lâu vào ngày 13 tháng 4 cùng với một video âm nhạc YouTube đi kèm trên kênh mới của dự án.
Midnight Grand Orchestra sau đó công bố album đầu tiên của họ gồm 7 ca khúc, trong đó có "SOS", vào ngày 28 tháng 4 cùng năm. Album được phát hành vào ngày 27 tháng 7 năm 2022 và họ đã trình diễn trong một buổi hòa nhạc do SPWN phát trực tuyến có pha trộn các yếu tố kì ảo, đồng thời một ban nhạc đã biễu diễn trực tiếp vào ngày 20 tháng 8.
Vào 20 tháng 1 năm 2023, Suisei xuất hiện trên kênh YouTube The First Take, cô trở thành VTuber đầu tiên được biểu diễn trên kênh nổi tiếng này. Bài hát "Stellar Stellar" được cô hát lại nhanh chóng vượt hơn 5 triệu lượt xem và phá vỡ kỉ lục về số người xem buổi trực tiếp cùng lúc của kênh.
Vào ngày 25 tháng 1 năm 2023, album thứ hai của Suisei, Specter, được phát hành  sau khi được công bố vào tháng 11 năm ngoái, cùng với đó là buổi hòa nhạc trả phí thứ hai của cô, "Shout in Crisis", nơi mà cô biểu diễn trực tiếp tại Tokyo Garden Theatre và được phát sóng trực tuyến thông qua SPWN và ZAIKO, vào ngày 28 tháng 1. Specter cũng bao gồm các bài hát đã phát hành từ trước như "7days" và bao gồm các bài hát chủ đề dành cho trò chơi Dyschronia: Chronos Alternate.
Vào ngày 1 tháng 2 năm 2025, Suisei tổ chức concert 'SuperNova' tại Nippon Budokan.

## Hoạt động
Các hoạt động chủ yếu của Suisei bao gồm phát trực tiếp ca hát, chơi trò chơi điện tử hay nói chuyện với fan hâm mộ. Suisei đã tạo hình minh họa cho kênh của cô ấy và kênh của các VTuber khác
 và làm việc như một "người biên tập video" cho các VTubers đến từ Re:AcT và Hololive.
Biệt danh mà Suisei sử dụng cho người hâm mộ là Kometomo (こめとも) (một cách chơi chữ của các từ có nghĩa là "sao chổi" và "bạn bè") cho tới 19 tháng 5 năm 2019, tên được thay đổi lại là Hoshiyomi (星詠み) ("người ngắm sao").

### Trò chơi điện tử
- Vanguard ZERO (2020)[74]
- D4DJ Groovy Mix (2021)[75]

### Radio
Vào ngày 5 tháng 4 năm 2020, Suisei trở thành người dẫn chương trình phát thanh Hoshimachi Suisei MUSIC SPACE (星街すいせいの MUSIC SPACE Hoshimachi Suisei MUSIC SPACE) (tạm dịch: Không gian âm nhạc cùng Hoshimachi Suisei), một chương trình phát thanh internet được phát hàng tuần trên đài Cho A&G+ (超A&G+) thuộc Đài Phát thanh Văn hóa Nhật Bản.
Suisei cùng với Mokota Mememe và Hanabasami Kyōđã đã xuất hiện trên chương trình Ongaku de Nihon wo Ageru! (音楽で日本をアゲる! Ongaku de Nihon wo Ageru!) (tạm dịch: Thúc đẩy Nhật Bản bằng âm nhạc!) một sản phẩm khác của Đài Phát thanh Văn hóa Nhật Bản vào ngày 17 tháng 6 năm 2020. Đây là buổi biểu diễn phát sóng trực tiếp đầu tiên của VTuber trong lịch sử phát thanh Nhật Bản.
Ngay sau khi kết thúc MUSIC SPACE vào ngày 4 tháng 4 năm 2021, Suisei đã bắt đầu một chương trình radio mới, Hoshimachi Suisei & Tadokoro Azusa's Parallel Scramble ( 星街すいせい・田所あずさ　平行線すくらんぶる) cùng với nữ diễn viên lồng tiếng khác, Azusa Tadokoro, trên A&G+.

### Chương trình truyền hình
- V-on! Sakura Music Live (19 tháng 3 năm 2020, REALITY (Internet TV)[79]
- Te Te TV (てぇてぇTV?) (20 tháng 3 năm 2020 BS Nippon)[80]
- NHK Virtual Bunkasai (NHKバーチャル文化祭?) (14 tháng 8 năm 2020, NHK)[81]
- Numa ni Hamatte Kiitemita (沼にハマってきいてみた?)（7 tháng 12 năm 2020, NHK Educational TV)[82]
- Chōjin Joshi Sentai Garibengā V (超人女子戦士 ガリベンガーV?)（14 tháng 1 năm 2021,TV Asahi)[83]
- Project V (プロジェクトV?)（25 tháng 8 năm 2021 và 23 tháng 2 năm 2022, Nippon TV và SPWN (Internet TV))[84][85]
- Oshisugite V (推しすぎてV?)（29 tháng 8 năm 2021, SPWN (Internet TV))[86]
- Hyada×Taiiku no One Room☆Music (ヒャダ×体育のワンルーム☆ミュージック?) (13 tháng 8 năm 2022, NHK Educational TV)[87]
- BUZZ RHYTHM 02 (バズリズム02?)（20 tháng 8 năm 2022, Nippon TV)[88]

### Phát trực tiếp
※ chỉ xuất hiện thông qua hình thức phát trực tiếp.

#### 2019
- The Shitest Start (22 tháng 5 năm 2019, Akihabara Entasu)[89]
- INNK EXHiBiTiON (9 tháng 5 năm 2019, Akihabara Entasu)[90]

#### 2020
- Hololive 1st Fes. Nonstop Story (ノンストップ・ストーリー) (24 tháng 1 năm 2020, Toyosu PIT)[91]
- VTuber Oshaberi Fes (VTuberおしゃべりフェス) (16 tháng 2 năm 2020, 3331 Arts Chiyoda Taiikukan)[92]
- It's a Virtual Pop World! (3 tháng 7 năm 2020, SPWN)※[93]
- Virtual Unit Fes "VILLS" (バーチャルユニットフェス「VILLS」) (19 tháng 7 năm 2020, SPWN・bilibili <Chinese Area only> (chỉ dành cho khu vực Trung Quốc))※[94]
- Bilibili Macro Link 2020 (25 tháng 7 năm 2020, bilibili)※[95]
- BilibiliWorld 2020 (7–9 tháng 8 năm 2020, Shanghai New International Expo Center)[96]
- Tokyo Tower Firework Festival XR: Cosmic Flower (東京タワー花火大会XR〜COSMIC FLOWER〜) (6 tháng 9 năm 2020, YouTube/Niconico Douga/bilibili stream)※[97]
- TOKYO IDOL FESTIVAL Online 2020 (ngày thứ tư) (4 tháng 10 năm 2020, phát trực tiếp thông qua trang TOKYO IDOL FESTIVAL)※[98]
- SUISEI MUSIC "POWER" LIVE (22 tháng 11 năm 2020, Nissin Power Station)※[99]
- Inui Toko 1st Solo Live "who i am" (10 tháng 12 2020, KT Zepp Yokohama)[100]
- Hololive 2nd fes. Beyond the Stage (ngày thứ hai) (22 tháng 12 năm 2020) – phát trực tiếp trả tiền theo lượt xem trên Niconico và SPWN, được tài trợ bởi Bushiroad※[101]

#### 2021
- VILLS vol.2 (21 tháng 3 năm 2021, SPWN)※[102]
- V-Carnival (ngày 1) (3 tháng 4 năm 2021, SPWN)※[103]
- TUBEOUT! Vol.10 (31 tháng 7 năm 2021, SPWN)※[104]
- Hoshimachi Suisei 1st Solo Live "STELLAR into the GALAXY" (21 tháng 10 năm 2021, Toyosu PIT, SPWN) – đồng tài trợ bởi Bushiroad※[105]

#### 2022
- Hololive 3rd fes. Link Your Wish (ngày thứ nhất) (19 tháng 3 2022, Makuhari Event Hall, SPWN/Niconico) -  đồng tài trợ bởi Weiß Schwarz và những người khác※ [106]
- VTuber Fes Japan 2022 (ngày thứ hai) (30 tháng 4 năm 2022, Makuhari Messe, Niconico) ※
- V-Carnival vol.2 (ngày thứ hai) (12 tháng 6 năm 2022, eplus) ※
- Midnight Grand Orchestra 1st LIVE "OVERTURE" (20 tháng 8 năm 2022, SPWN) ※

#### 2023
- Hoshimachi Suisei 2nd Solo Live "Shout in Crisis" (28 tháng 1 năm 2023, Tokyo Garden Theater, SPWN/ZAIKO) ※
- Hololive 4th fes. Our Bright Parade (ngày thứ nhất và thứ hai) (18 & 19 tháng 3 năm 2023, Makuhari Event Hall, SPWN) - được tài trợ bởi Bushiroad ※
- Hololive English 1st Concert - Connect the World - (2 tháng 7 2023, YouTube Theater, SPWN) - được tài trợ bởi Bushiroad ※
- Hoshimachi Suisei @ NYC (17 tháng 11 năm 2023, Trung tâm Hội nghị Jacob K. Javits)

## Danh sách đĩa nhạc

### Đĩa đơn
| Tên bài hát                                                        | Ngày phát hành       | Hãng đĩa    | Định dạng           | Xếp hạng cao nhất JPN Hot | Album               | Ghi chú                                                                              |
| ------------------------------------------------------------------ | -------------------- | ----------- | ------------------- | ------------------------- | ------------------- | ------------------------------------------------------------------------------------ |
| "Comet"                                                            | 22 tháng 11 năm 2018 | —           | YouTube MV          | —                         | Still Still Stellar | Được tái xuất bản bởi Cover                                                          |
| "Tenkyū, Suisei wa Yoru o Mataide" (天球、彗星は夜を跨いで)        | 22 tháng 3 năm 2019  | —           | YouTube MV          | —                         | Still Still Stellar | Được tái xuất bản bởi Cover                                                          |
| "NEXT COLOR PLANET"                                                | 22 tháng 3 năm 2020  | Cover Corp. | Đĩa đơn kỹ thuật số | —                         | Still Still Stellar |                                                                                      |
| "GHOST"                                                            | 14 thánh 4 năm 2021  | Cover Corp. | Đĩa đơn kỹ thuật số | 100                       | Still Still Stellar |                                                                                      |
| "Pieces"                                                           | 25 tháng 7 năm 2020  | —           |                     | —                         | Đĩa đơn ngoài album | Bài hát độc quyền trên bilibili                                                      |
| "Stellar Stellar"                                                  | 8 tháng 10 năm 2021  | —           | YouTube MV          | —                         | Đĩa đơn ngoài album |                                                                                      |
| "The Last Frontier"                                                | 15 tháng 10 năm 2021 | Cover Corp. | Đĩa đơn kỹ thuật số | —                         | Đĩa đơn ngoài album | Hát cùng với AZKi của Hololive                                                       |
| "Out of Frame"                                                     | 22 tháng 10 năm 2021 | Cover Corp. | Đĩa đơn kỹ thuật số | —                         | Đĩa đơn ngoài album | Hát cùng với Inui Toko của Nijisanji                                                 |
| "Syakunetsu Nite Junjou(wii-wii-woo)" (灼熱にて純情(wii-wii-woo))  | 5 tháng 11 năm 2022  | Cover Corp. | Đĩa đơn kỹ thuật số | —                         | Specter             |                                                                                      |
| "Hōsōshitsu" (放送室)                                              | 21 tháng 11 năm 2022 | Cover Corp. | Đĩa đơn kỹ thuật số | —                         | Specter             |                                                                                      |
| "Soirée" (ソワレ)                                                  | 19 tháng 12 năm 2022 | Cover Corp. | Đĩa đơn kỹ thuật số | —                         | Specter             |                                                                                      |
| "Story Time"                                                       | 31 tháng 12 năm 2022 | Cover Corp. | Đĩa đơn kỹ thuật số | —                         | Đĩa đơn ngoài album | Hát cùng với AZKi, Hoshinova Moona và IRyS                                           |
| "Senkusha" (先駆者)                                                | 29 tháng 1 năm 2023  | Cover Corp. | Đĩa đơn kỹ thuật số | —                         | Đĩa đơn ngoài album |                                                                                      |
| "Stellar Stellar - From The First Take"                            | 10 tháng 2 năm 2023  | Cover Corp. | Đĩa đơn kỹ thuật số | —                         | Đĩa đơn ngoài album |                                                                                      |
| "Michizure - From The First Take" (みちづれ - From The First Take) | 22 tháng 2 năm 2023  | Cover Corp. | Đĩa đơn kỹ thuật số | —                         | Đĩa đơn ngoài album |                                                                                      |
| "Sui-chan no Maintenance Song" (スイちゃんのメンテナンスソング)    | 1 tháng 4 năm 2023   | Cover Corp. | Đĩa đơn kỹ thuật số | —                         | Đĩa đơn ngoài album |                                                                                      |
| "Nakamaka" (なかま歌)                                              | 28 tháng 8 năm 2023  | Cover Corp. | Đĩa đơn kỹ thuật số | —                         | Đĩa đơn ngoài album | Hát cùng với Shiranui Flare, Omaru Polka, Sakura Miko và Shirogane Noel của Hololive |
| "Sugar Rush" (シュガーラッシュ)                                    | 3 tháng 11 năm 2023  | Cover Corp. | Đĩa đơn kỹ thuật số | —                         | Đĩa đơn ngoài album | Hát cùng với Sakura Miko của Hololive                                                |
| "Xion" (ザイオン)                                                  | 6 tháng 11 năm 2023  | Cover Corp. | Đĩa đơn kỹ thuật số | —                         | Đĩa đơn ngoài album |                                                                                      |
| "BIBBIDIBA" (ビビデバ)                                             | 22 tháng 3 năm 2024  | Cover Corp. | Đĩa đơn kỹ thuật số | 19                        | Đĩa đơn ngoài album |                                                                                      |
| "Moonlight" (ムーンライト Mūnraito)                                | 30 tháng 9 năm 2024  | Cover Corp. | Đĩa đơn kỹ thuật số | —                         |                     |                                                                                      |
| "AWAKE"                                                            | 15 tháng 11 năm 2024 | Cover Corp. | Đĩa đơn kỹ thuật số | —                         |                     |                                                                                      |

### Đĩa mở rộng
| Tên bài hát                                                                 | Ngày phát hành      | Hãng đĩa    | Định dạng      |
| --------------------------------------------------------------------------- | ------------------- | ----------- | -------------- |
| Bluerose / Comet                                                            | 26 tháng 6 năm 2021 | Cover Corp. | EP kỹ thuật số |
| Kakero / Tenkyū, Suisei wa Yoru o Mataide (駆けろ / 天球、彗星は夜を跨いで) | 9 tháng 7 năm 2021  | Cover Corp. | EP kỹ thuật số |
| Jibun Katte Dazzling / Bai Bai Reinī (自分勝手Dazzling / バイバイレイニー)  | 22 tháng 8 năm 2021 | Cover Corp. | EP kỹ thuật số |
| Template / Wicked feat. Mori Calliope                                       | 1 tháng 4 năm 2022  | Cover Corp. | EP kỹ thuật số |

### Album
| Tựa đề              | Ngày phát hành      | Hãng đĩa    | Định dạng        | Xếp hạng cao nhất | Xếp hạng cao nhất |
| Tựa đề              | Ngày phát hành      | Hãng đĩa    | Định dạng        | JPN               | JPN Hot Albums    |
| ------------------- | ------------------- | ----------- | ---------------- | ----------------- | ----------------- |
| Still Still Stellar | 29 tháng 9 năm 2021 | Cover Corp. | Phát hành vật lí | 6                 | 4                 |
| SPECTER             | 25 tháng 1 năm 2023 | Cover Corp. | Phát hành vật lí | 4                 | 4                 |
| Shinsei Mokuroku    | 22 tháng 1 năm 2025 | Cover Corp. | Phát hành vật lí | 3                 | 12                |

### Một phần của Hololive Idol Project
| Tên bài hát                                            | Ngày phát hành      | Hãng đĩa    | Định dạng           |
| ------------------------------------------------------ | ------------------- | ----------- | ------------------- |
| "Prism Melody"                                         | 13 tháng 3 năm 2022 | Cover Corp. | Đĩa đơn kỹ thuật số |
| "Tonde K! hololive summer" (飛んでK！ホロライブサマー) | 19 tháng 8 năm 2022 | Cover Corp. | Đĩa đơn kỹ thuật số |
| "Sparklers"                                            | 26 tháng 8 năm 2022 | Cover Corp. | Đĩa đơn kỹ thuật số |
| "Hololive Summer 2022" (ホロライブ・サマー2022)        | 1 tháng 9 năm 2022  | Cover Corp. | EP kỹ thuật số      |
| "Seishun Archive" (青春アーカイブ)                     | 2 tháng 7 năm 2023  | Cover Corp. | Đĩa đơn kỹ thuật số |

### Bài hát không xuất bản cùng với Cover
| Tên bài hát                    | Nghệ sĩ kết hợp                                           | Ngày phát hành       | Hãng đĩa          | Định dạng           |
| ------------------------------ | --------------------------------------------------------- | -------------------- | ----------------- | ------------------- |
| "Sanji Juunihun" (3時12分)     | Taku Inoue (soạn nhạc)                                    | 14 tháng 7 năm 2021  | VIA/Toy's Factory | Đĩa đơn kỹ thuật số |
| "Ai Yori Gunjo" (藍より群青)   | Takaaki Natsushiro (soạn nhạc và hát cùng)                | 25 tháng 12 năm 2021 | -                 | EP kỹ thuật số      |
| "CapSule"                      | Mori Calliope (soạn lời và hát cùng), DECO*27 (soạn nhạc) | 4 tháng 4 năm 2022   | Universal Music   | Đĩa đơn kỹ thuật số |
| "Planetarium" (プラネタリウム) | DECO*27 (soạn nhạc)                                       | 15 tháng 3 năm 2023  | VIA/Toy's Factory | Phát hành vật lí    |
| "Requiem" (レクイエム)         | Kanaria (soạn nhạc và hát cùng)                           | 15 tháng 4 năm 2023  | -                 | Đĩa đơn kỹ thuật số |

### Một phần của Midnight Grand Orchestra
| Tên bài hát                    | Ngày phát hành       | Hãng đĩa          | Định dạng            |
| ------------------------------ | -------------------- | ----------------- | -------------------- |
| "SOS"                          | 13 tháng 4 năm 2022  | VIA/Toy's Factory | Đĩa đơn kỹ thuật số  |
| "Overture"                     | 27 tháng 7 năm 2022  | VIA/Toy's Factory | Phát hành vật lý     |
| "Moonlightspeed"               | 14 tháng 9 năm 2022  | VIA/Toy's Factory | Đĩa đơn kỹ thuật số  |
| "Yoru o Matsu yo" (夜を待つよ) | 8 tháng 9 năm 2023   | VIA/Toy's Factory | Đĩa đơn kỹ thuật số  |
| "Midnight Mission"             | 25 thábg 10 năm 2023 | VIA/Toy's Factory | Đĩa đơn kỹ thuật số  |
| Starpeggio                     | 13 tháng 12 năm 2023 | VIA/Toy's Factory | EP, phát hành vật lý |

## Giải thưởng và đề cử
| Năm  | Giải              | Hạng mục          | Kết quả   | Tk      |
| ---- | ----------------- | ----------------- | --------- | ------- |
| 2023 | The Vtuber Awards | Best Music VTuber | Đề cử     | [ 115 ] |
| 2024 | The Vtuber Awards | Best Music VTuber | Đoạt giải | [ 116 ] |